# Trees Pictures
La Trees Pictures è stata una compagnia italiana di produzione fondata nel dicembre del 2002 da Maurizio Santarelli.

## Produzioni
- 2006 - Io, l'altro, regia di Mohsen Melliti
- 2008 - The Moon and the stars, regia di John Irvin
- 2008 - Il Nostro Messia, regia di Claudio Serughetti
- 2008 - Punto di vista, regia di Michele Banzato
- 2009 - Night of the Sinner, regia di Alessandro Perrella
- 2008 - Zone of the Dead, regia di Milan Konjevic - Milan Todorovic
- 2010 - Thy Kingdom Come, regia di Ilmar Taska
- 2010 - Hello,how are you?, regia di Alex Maftei
- 2010 - I want to be a soldier, regia di Christian Molina